# UWC México 38
UWC México 38: Neto vs. Barez fue un evento de artes marciales mixtas producido por Ultimate Warrior Challenge México, que se llevó a cabo el 30 de septiembre de 2022 en el Entram Gym de Tijuana, Baja California, México.